# Chlorosoma
Chlorosoma is een geslacht van slangen uit de familie toornslangachtigen (Colubridae) en de onderfamilie Dipsadinae.

## Naam en indeling
De wetenschappelijke naam van de groep werd voor het eerst voorgesteld door Johann Georg Wagler in 1830. Er zijn drie soorten, inclusief de pas in 2020 beschreven soort Chlorosoma dunupyana. De soorten werden eerder aan de geslachten Coluber en Philodryas toegewezen. Pas in 2020 werden ze onder het geslacht Chlorosoma geplaatst, zodat veel bronnen naar de verouderde situatie verwijzen.

### Soorten
Het geslacht omvat de volgende soorten, met de auteur en het verspreidingsgebied.
| Naam                   | Auteur | Verspreidingsgebied                                                                               |
| ---------------------- | --- | ------------------------------------------------------------------------------------------------- |
| Chlorosoma dunupyana   | Melo-Sampaio, Passos, Martins, Jennings, Moura-Leite, Morato, Venegas, Chávez, Venâncio, & De Souza, 2020 | Brazilië                                                                                          |
| Chlorosoma laticeps    | F. Werner, 1900                                                                                           | Bolivia, Brazilië                                                                                 |
| Chlorosoma viridissima | Linnaeus, 1758                                                                                            | Brazilië, Venezuela, Guyana, Suriname, Frans-Guyana, Argentinië, Bolivia, Peru, Colombia, Ecuador |

## Verspreiding en habitat
De soorten komen voor in delen van Zuid-Amerika en leven in de landen Brazilië, Venezuela, Guyana, Suriname, Frans-Guyana, Argentinië, Bolivia, Peru, Colombia en Ecuador. De habitat bestaat uit vochtige tropische en subtropische laaglandbossen en vochtige savannes.

## Beschermingsstatus
Door de internationale natuurbeschermingsorganisatie IUCN is aan twee soorten een beschermingsstatus toegewezen. Chlorosoma laticeps wordt gezien als 'onzeker' (Data Deficient of DD) en Chlorosoma viridissima als 'veilig' (Least Concern of LC).